# ناحیه مشونش
ناحیه مشونش (به عربی: دائرة مشونش) یک ناحیه در الجزایر است که در استان بسکره واقع شده‌است.